# دوكسازوسين
دوكسازوسين ويباع تحت الاسم التجاري كاردورا وغيره، هو دواء يستخدم في علاج أعراض تضخم البروستاتا وارتفاع ضغط الدم. يعتبر علاجًا أقل تفضيلًا بالنسبة لارتفاع ضغط الدم. يؤخذ عن طريق الفم.
تتضمن الآثار الجانبية الشائعة الدوخة والنعاس والتورم والغثيان وضيق التنفس وآلام البطن. ويمكن أن تشمل الآثار الجانبية الخطيرة انخفاض ضغط الدم الوضعي وعدم انتظام ضربات القلب والقساح. يجب التحكم بسرطان البروستاتا قبل بدء العلاج. وهو مانع أدرينالي انتقائي ألفا-1 في فئة مركبات كينازولين.
سُجلت براءة اختراع دوكسازوسين في عام 1977 ودخل حيز الاستخدام الطبي في عام 1988. وهو متاح كدواء عام.العرض الشهري في المملكة المتحدة يكلف NHS حوالي 0.50 جنيه إسترليني اعتبارًا من عام 2019. في الولايات المتحدة تبلغ تكلفة البيع بالجملة لهذا المبلغ حوالي 5.50 دولارا أمريكي. في عام 2017، كان الدواء رقم 150 الأكثر شيوعًا في الولايات المتحدة، مع أكثر من أربعة ملايين وصفة طبية.

## الاستخدامات الطبية

### ارتفاع ضغط الدم
عادة ما يضاف دوكسازوسين لعلاج ارتفاع ضغط الدم مثل مُحصرات قنوات الكالسيوم، مدرات البول، حاصرات المستقبل بيتا الودي، مثبطات الإنزيم المحول للأنجيوتنسين ومضادات مستقبلات الأنجيوتينسن II.
يعتبر دوكسازوسين بشكل عام آمنًا وجيد التحمل وفعال كدواء إضافي خافض للضغط.

### تضخم البروستاتا الحميد
يعتبر دوكسازوسين فعالاً في تقليل درجات أعراض المسالك البولية وتحسين تدفق البول عند الرجال المصابين بتضخم البروستاتا الحميد.